# Yuncler
Yuncler község Spanyolországban, Toledo tartományban. Yuncler Villaluenga de la Sagra, Cedillo del Condado, Yuncos, Numancia de la Sagra és Pantoja községekkel határos. Lakosainak száma 5033 fő (2024).

## Népesség
A település népessége az utóbbi években az alábbiak szerint változott:
| Lakosok száma | 1858 | 2375 | 2905 | 3332 | 3724 | 3600 | 3679 | 3940 | 4582 | 5033 |
|               | 2001 | 2004 | 2007 | 2009 | 2012 | 2014 | 2017 | 2019 | 2022 | 2024 |